# Gresham, Oregon

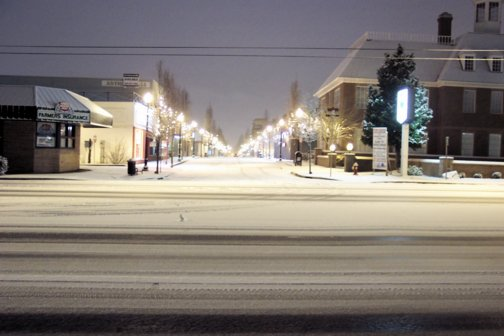
Gresham

Gresham är en stad i den amerikanska delstaten Oregon. Den är belägen cirka 15 kilometer öster om Portland och nära gränsen till delstaten Washington. 
Staden, som har fått sitt namn efter generalen i amerikanska inbördeskriget Walter Quintin Gresham, har en yta av 57,6 km² och en befolkning, som uppgår till cirka 96 000 invånare (2003).

## Vänorter
Gresham har tre vänorter:
- Ebetsu, Japan
- Owerri, Nigeria
- Sokcho, Sydkorea